# Sulla mia pelle
Sulla mia pelle es el primer álbum de Noemi.

## Canciones
| Sulla mia pelle | |                                  |                                       |                                                    |          |  |
| N.º             | Título | Letras                           | Música                                | Escritor(es)                                       | Duración |  |
| 1.              | «All'infinito»                                                                                             | Marco Ciappelli y Daniele Coro   | Diego Calvetti                        |                                                    | 3:39     |  |
| 2.              | «L'amore si odia» (dueto con Fiorella Mannoia)                                                             | Diego Calvetti y Marco Ciappelli | Diego Calvetti                        |                                                    | 3:12     |  |
| 3.              | «Non so amare di più»                                                                                      | Diego Calvetti y Marco Ciappelli | Sergio Vinci y Diego Calvetti         |                                                    | 3:41     |  |
| 4.              | «Tutto questo scorre»                                                                                      |                                  |                                       | Hot Gossip                                         | 3:07     |  |
| 5.              | «I sentimenti»                                                                                             | Diego Calvetti y Marco Ciappelli | Diego Calvetti                        |                                                    | 4:33     |  |
| 6.              | «Comunque ti penso»                                                                                        |                                  |                                       | Emieliano Cecere, Diego Calvetti y Marco Ciappelli | 3:20     |  |
| 7.              | «Petrolio»                                                                                                 | Diego Calvetti y Marco Ciappelli | Emanuele Fontana y Francesco Sighieri |                                                    | 3:09     |  |
| 8.              | «L’addio (il giorno più grande)»                                                                           |                                  |                                       | Pio Stefafini                                      | 3:22     |  |
| 9.              | «Per colpa tua»                                                                                            |                                  |                                       | Francesco Bianconi                                 | 3:46     |  |
| 10.             | «Sulla mia pelle»                                                                                          |                                  |                                       | Noemi                                              | 3:38     |  |
| 11.             | «L'amore si odia» (Bonus track: sólo los que descargar el álbum de iTunes, versión cantada solo por Noemi) | Diego Calvetti y Marco Ciappelli | Diego Calvetti                        |                                                    | 3:09     |  |
| 38 min : 36 s   | |                                  |                                       |                                                    |          |  |

## Sulla mia pelle (Deluxe Edition)
Sulla mia pelle es la reedición del primer álbum de Noemi.

### Canciones
| Sulla mia pelle (Deluxe Edition) |                                                                            |                                  |                                       |                                                       |          |  |
| N.º                              | Título                                                                     | Letras                           | Música                                | Escritor(es)                                          | Duración |  |
| 1.                               | «Per tutta la vita»                                                        | Marco Ciappelli y Daniele Coro   | Diego Calvetti                        |                                                       | 3:14     |  |
| 2.                               | «All'infinito»                                                             | Marco Ciappelli y Daniele Coro   | Diego Calvetti                        |                                                       | 3:39     |  |
| 3.                               | «L'amore si odia» (dueto con Fiorella Mannoia)                             | Diego Calvetti y Marco Ciappelli | Diego Calvetti                        |                                                       | 3:12     |  |
| 4.                               | «Non so amare di più»                                                      | Diego Calvetti y Marco Ciappelli | Sergio Vinci y Diego Calvetti         |                                                       | 3:41     |  |
| 5.                               | «Tutto questo scorre»                                                      |                                  |                                       | Hot Gossip                                            | 3:07     |  |
| 6.                               | «I sentimenti»                                                             | Diego Calvetti y Marco Ciappelli | Diego Calvetti                        |                                                       | 4:33     |  |
| 7.                               | «Comunque ti penso»                                                        |                                  |                                       | Emieliano Cecere, Diego Calvetti y Marco Ciappelli    | 3:20     |  |
| 8.                               | «Petrolio»                                                                 | Diego Calvetti y Marco Ciappelli | Emanuele Fontana y Francesco Sighieri |                                                       | 3:09     |  |
| 9.                               | «L’addio (il giorno più grande)»                                           |                                  |                                       | Pio Stefafini                                         | 3:22     |  |
| 10.                              | «Per colpa tua»                                                            |                                  |                                       | Francesco Bianconi                                    | 3:46     |  |
| 11.                              | «Sulla mia pelle»                                                          |                                  |                                       | Noemi                                                 | 3:38     |  |
| 12.                              | «Briciole»                                                                 | Diego Calvetti y Marco Ciappelli | Francesco Sighieri                    |                                                       | 3:21     |  |
| 13.                              | «Vertigini (New version)»                                                  |                                  |                                       | Diego Calvetti, Massimiliano Calò, Giuseppe Romanelli | 3:56     |  |
| 14.                              | «Briciole (live)» (Bonus track: sólo los que descargar el álbum de iTunes) | Diego Calvetti y Marco Ciappelli |                                       |                                                       | 4:47     |  |
| 50 min : 45 s                    |                                                                            |                                  |                                       |                                                       |          |  |

## Clasificación

### Standard Edition
| Clasificación (2009)       | Posición más alta |
| -------------------------- | ----------------- |
| Italian FIMI Singles Chart | 3                 |
| Europa Billboard           | 44                |
| itunes                     | 1                 |
| Musica & Dischi            | 1                 |
| Dada                       | 1                 |

### Deluxe Edition
| Clasificación (2010)       | Posición más alta |
| -------------------------- | ----------------- |
| Italian FIMI Singles Chart | 3                 |
| Europa Billboard           | 42                |
| itunes                     | 1                 |
| Musica & Dischi            | 1                 |
| Dada                       | 1                 |

### ClasificaciónFIMI
| Posición | 5  | 3  | 6  | 5  | 10 | 14 | 15 | 24 | 28 | 36 | 36 | 39 | 35 | 30 | 32 | 46 | 47 | 66 | 64 | 89 | 14 | 5  | 5  | 3  | 3  |
| Semana   | 26 | 27 | 28 | 29 | 30 | 31 | 32 | 33 | 34 | 35 | 36 | 37 | 38 | 39 | 40 | 41 | 42 | 43 | 44 | 45 | 46 | 47 | 48 | 49 | 50 |
| Posición | 7  | 7  | 7  | 9  | 12 | 8  | 13 | 14 | 23 | 23 | 26 | 30 | 27 | 39 | 35 | 38 | 39 | 39 | 64 | 60 | 57 | 77 | 48 | 81 | 94 |

* 19 de febrero de 2010: publicación Sulla mia pelle (Deluxe Edition)

### ClasificaciónBillboard
| Posición | 65 | 64 | 44 | 42 | 87 | 89 | 84 |

## Certificación
| Ventas discográficas | Plata | Oro | Platino | Diamante |
| -------------------- | ----- | --- | ------- | -------- |
| 140 000 +            | 9     | 4   | 2       | /        |

- Datos: Q2481279